# Oláhcsertész
Oláhcsertész (ukránul: Підгірне) falu Ukrajnában, Kárpátalján, a Huszti járásban.

## Fekvése
Ilosvától északra, Végmártonkától délre fekvő település.

## Története
A trianoni békeszerződés előtt Bereg vármegye Felvidéki járásához tartozott. 1910-ben 774 lakosából 105 magyar, 12 német, 656 ruszin volt. Ebből 687 görögkatolikus, 87 izraelita volt.